# ألكسندر هانتشت سميث
ألكسندر هانتشت سميث (بالإنجليزية: Alexander Hanchett Smith)‏ (12 ديسمبر 1904 - 12 ديسمبر 1986)كان عالمًا أمريكيًا متخصصًا في علم الفطريات معروفًا بمساهماته الواسعة في تصنيف الفطريات العُليا، ولا سيما الغاريقونيات.